# SUMOタンパク質
SUMOタンパク質（SUMO protein）とは、細胞内の他のタンパク質に一時的に共有結合してその機能を助ける小さなタンパク質で、SUMOとはSmall Ubiquitin-related(like) Modifierという言葉の略である。タンパク質のSUMO化は翻訳後修飾の1つで、細胞核-細胞質の輸送、転写制御、アポトーシス、タンパク質の安定化、ストレス応答、細胞周期の進行など様々な細胞内のプロセスに関係する。
SUMOタンパク質はユビキチンとよく似ていて、SUMO化に関与する酵素も、ユビキチン化の一連の酵素のアナログである。ただしユビキチンがタンパク質分解のタグとなるのに対して、SUMOにはそのような機能はない。SUMOはC末端の4残基が切り落とされることによって完成する。
SUMOタンパク質には別名を持つものが多い。例えば酵母のSUMO1ホモログはSMT3と呼ばれる。またコードする遺伝子にはいくつかの偽遺伝子が存在するという報告もある。

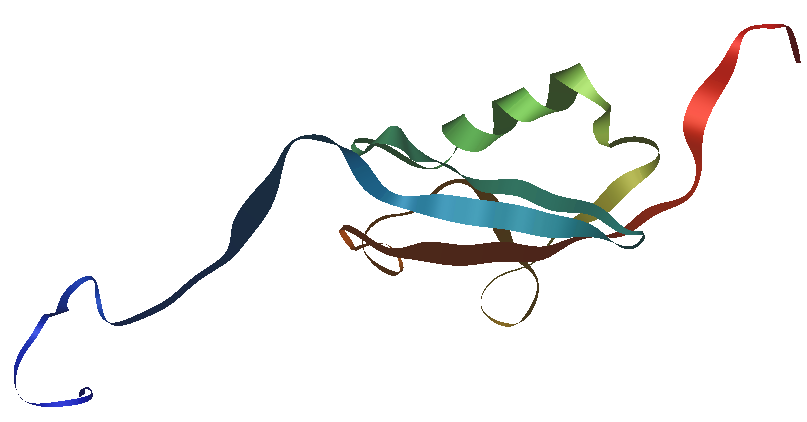
iMolとPDBファイル1A5R、NMRを元に作られたヒトSUMO1タンパク質の構造図。タンパク質の構造はリボンで表現し、二次構造を着色している。N末端は青、C末端は赤である。

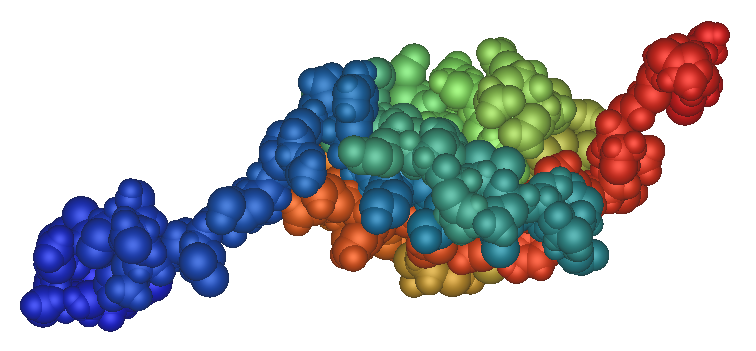
同じく、原子を球で表現したタンパク質の構造図。

## 機能
タンパク質のSUMO化には多くの機能がある。最も研究が進んでいるものはタンパク質の安定化、核-細胞質輸送、転写調節（転写抑制）などである。分解のタグとなるユビキチンとは逆に、SUMO化はタンパク質の寿命を延ばす。またSUMO化によってタンパク質の細胞内局在も変化する。例えばヒトのニネインはSUMO化によって中心体から核へ移動する。また多くの場合転写因子がSUMO化を受けると転写が阻害される。この他にも多くの機能が明らかとなっている。

## 構造
SUMOタンパク質は小さく、せいぜい100残基、12kDa程度である。正確な長さや重さはタンパク質の種類や由来する生物によって異なる。例えばヒトのSUMO-1は101残基で11.6kDaである。ラットやマウスのホモログも101残基であるが、C. elegansのものは91残基しかない。
ヒトSUMO-1の構造はαヘリックスとβシートでできた球状で、両末端は中心部に収まっている。

## 共通配列
SUMO化を受けるタンパク質の多くには、B-K-x-D/Eというテトラペプチドの共通配列がある。ここでBは疎水性アミノ酸、Kはリシン、xは任意のアミノ酸、D/Eは酸性アミノ酸である。